# Francis Willoughby, 5. Baron Willoughby of Parham
Francis Willoughby, 5. Baron Willoughby of Parham (* um 1614; † 23. Juli 1666 vor Guadeloupe) war ein englischer Peer und Kolonisator von Suriname.

## Leben und Wirken
Willoughby war der zweitälteste Sohn von William Willoughby, 3. Baron Willoughby of Parham, und Lady Francis Manners, einer Tochter von John Manners, 4. Earl of Rutland. Er wurde 1614 getauft. Nachdem sein Vater 1617 und sein älterer Bruder Henry im Jahr darauf gestorben waren, erbte er als Minderjähriger den Titel Baron Willoughby of Parham. 1624 war er Schüler am Eton College.

### Englischer Bürgerkrieg
Aufgrund seines Adelstitels war er Mitglied des Oberhauses des Englischen Parlament, dass 1640 nach elfjähriger Pause wieder zusammentrat. 1642 war er Lord Lieutenant von Lincolnshire. Bei Ausbruch des Englischen Bürgerkrieges zwischen dem Parlament und König Karl I. stand er auf der Seite der Parlamentarier und wurde im Januar 1642 einer der Kommandeure der Parlamentsarmee. Er erstürmte am 16. Juli 1643 in einem nächtlichen Überraschungsangriff die royalistische Stadtfestung Gainsborough. Zwei Wochen später wurde er von einem großen royalistischen Heer unter dem Earl of Newcastle in Gainsborough eingeschlossen und musste nach dreitägiger Belagerung kapitulieren. Im September 1643 hatte er sich wieder dem Hauptheer des Parlaments unter Edward Montagu, 2. Earl of Manchester und Oliver Cromwell angeschlossen, kämpfte im Oktober in der Schlacht von Winceby und nahm im November die Kapitulation von Bolingbroke Castle entgegen. Im März 1644 beteiligte er sich zusammen mit Sir John Meldrum an dem Angriff auf Newark-on-Trent. Nach dessen Scheitern wurde er vom Earl of Manchester beschuldigt die Befehle Meldrums ignoriert zu haben, er musste sich daraufhin beim House of Lords förmlich entschuldigen. Auch Oliver Cromwell beschwerte sich über das Verhalten von Willoughbys Soldaten.
In der Folgezeit wurde Willoughby der Anführer der presbyterianischen Kräfte im Parlament, lehnte die Aufstellung der New Model Army ab und wurde im Juli 1647 zum Speaker des Parlaments gewählt. Als die New Model Army im September 1647 London einnahm wurde Willoughby zusammen mit sechs anderen Peers wegen Verdachts auf Hochverrat inhaftiert. Nach vier Monaten wurde er ohne Anklage freigelassen und floh in die Niederlande, wo er sich den Royalisten anschloss. Seine Ländereien in England wurden beschlagnahmt.

### Barbados, Suriname
1647 pachtete er von James Hay, 2. Earl of Carlisle für 21 Jahre dessen Besitzungen auf Barbados und den Posten als Generalleutnant von Barbados, im Gegenzug sollte die Hälfte seiner dort erzielten Einkünfte an dessen Gläubiger gehen. Nachdem Karl I. 1649 von den Parlamentariern hingerichtet worden war, reiste er schließlich 1650 im Auftrag des exilierten Königs Karl II. nach Barbados und übernahm dort das Amt des Gouverneurs.
Da auf Barbados für die dorthin geflüchteten Royalisten nicht mehr genügend Land verfügbar war und sich dort der Machtkampf zwischen den beiden Lagern fortsetzte, rüstete Willoughby noch im Jahre 1650 ein Schiff unter Leitung von Sergeant Major Anthony Rowse aus. Ziel und Auftrag der Expedition war, die nur ein paar Tage entfernt liegende Nordküste von Südamerika zu erkunden und einen geeigneten Platz für eine Ansiedlung zu finden. Rowse und seine Besatzung fanden diesen Platz am heutigen Suriname-Fluss. Willoughby schrieb am 6. August 1651 über die Expedition begeistert an seine Frau:„ Es ist alles nach Wunsch verlaufen. Wir haben den schönsten Platz gefunden, den man je gesehen hat, mit feinsten Flüssen und stattlichsten Bäumen. Von den 50 Männern, die fast 5 Monate unterwegs waren, hatte nicht einer Kopfschmerzen gehabt. Sie lobten alle die klare Luft, und das Wasser war so rein und schmackhaft, wie sie es vorher noch nie erlebt hatten. Sie speisten fünf mal am Tag jede Menge Fisch und Geflügel, ungezählte Rebhühner und Fasane. Es gibt stattliche Savannen, wo man mit der Kutsche oder zu Pferde 40 bis 50 Meilen weit ausreiten kann.“ Weiter teilte er über seine Pläne mit:„ Deshalb sende ich einige hundert Leute dorthin, um es in Besitz zu nehmen. Ich habe keine Zweifel daran, dass in ein paar Jahren Tausende dort siedeln werden.“
Noch im selben Jahr begann unter dem Kommando von Rowse die erste dauerhafte Kolonisierung von Suriname mit etwa 300 Emigranten aus Barbados. Da viele von ihnen bereits Erfahrung mit tropischem Landbau hatten, bauten sie dort erst Tabak und später Zuckerrohr an. Mit den Siedlern betraten wahrscheinlich auch die ersten Sklaven aus Afrika surinamischen Boden. Die Siedler befestigten einen Handelsposten, den sie Fort Willoughby nannten und gründeten die Stadt Torarica.
Noch im Jahr 1651 wurde er auf Barbados vom Admiral Sir George Ayscue gestürzt, der die Insel für die Parlamentarier eroberte.

### Willoughby-Land
Nach dem Tod von Oliver Cromwell und der Restauration von Karl II. 1660 machte Willoughby umgehend seine Ansprüche geltend. Er erhielt seine Ländereien in England zurück, wurde 1663 wieder als Gouverneur von Barbados eingesetzt und Karl II. erkannte ihm im Juni 1663 das Eigentum an der Provinz Willoughby-Land, das Gebiet zwischen dem Coppename und dem Marowijne zu (also ein kleineres Gebiet als das heutige Grundgebiet von Suriname).
Nach einer Karte von 1667 sollen im Jahre 1663 entlang des Suriname-Flusses bereits 4000 Siedler einschließlich Sklaven auf 175 Plantagen verteilt gelebt haben. Die Vorhersage von Willoughby war also eingetroffen.
Über die damalige Hauptstadt Torarica schreibt Georg Warren, der 1667 nach Suriname gereist war, Torarica bestehe aus ungefähr 100 Häusern mit einer Kapelle. Vor der Stadt befinde sich eine schöne Bucht oder ein Hafen, groß und weit genug als Reede für 100 Schiffe.
Willoughby selbst war nur zwei Mal im Willoughby-Land: 1652, um die Verteidigung zu organisieren, sowie im November 1664 als neuer beurkundeter Eigentümer. Er betrieb hier tatsächlich eine Zuckerrohr-Plantage, flussaufwärts von Torarica, ebenfalls am linken Ufer des Suriname-Flusses, auf alten Karten als Parham Hill angegeben.

## Ehe und Nachkommen
Um 1629 hatte er Hon. Elizabeth Cecil († 1661), Tochter des Edward Cecil, 1. Viscount Wimbledon, geheiratet. Mit ihr hatte er drei Töchter:
- Hon. Diana Willoughby († 1648) ⚭ 1645 Heneage Finch, 3. Earl of Winchilsea;
- Hon. Frances Willoughby († 1680) ⚭ um 1659 William Brereton, 3. Baron Brereton;
- Hon. Elizabeth Willoughby († 1695), ⚭ 1662 Richard Jones, 1. Earl of Ranelagh.

## Tod
Willoughby ertrank 1666 auf der Reise von Barbados nach St. Kitts, als sein Schiff vor Guadeloupe in einen Hurrikan geraten war und sank. Die Eroberung von Willoughby-Land im Februar 1667 durch den Zeeländer Abraham Crijnssen im Zweiten Englisch-Niederländischen Seekrieg hat er also nicht mehr erlebt.
Da er keine Söhne hatte, fiel sein Adelstitel bei seinem Tod an seinen jüngeren Bruder William.